# ويليام جي. بيت
ويليام جي. بيت هو قاضي وسياسي أمريكي، ولد في 10 أبريل 1934، وتوفي في 29 يناير 2011. نشط حزبياً في الحزب الديمقراطي. وقد انتخب عضو مجلس ولاية نيوجيرسي ‏.